# Ferrovial

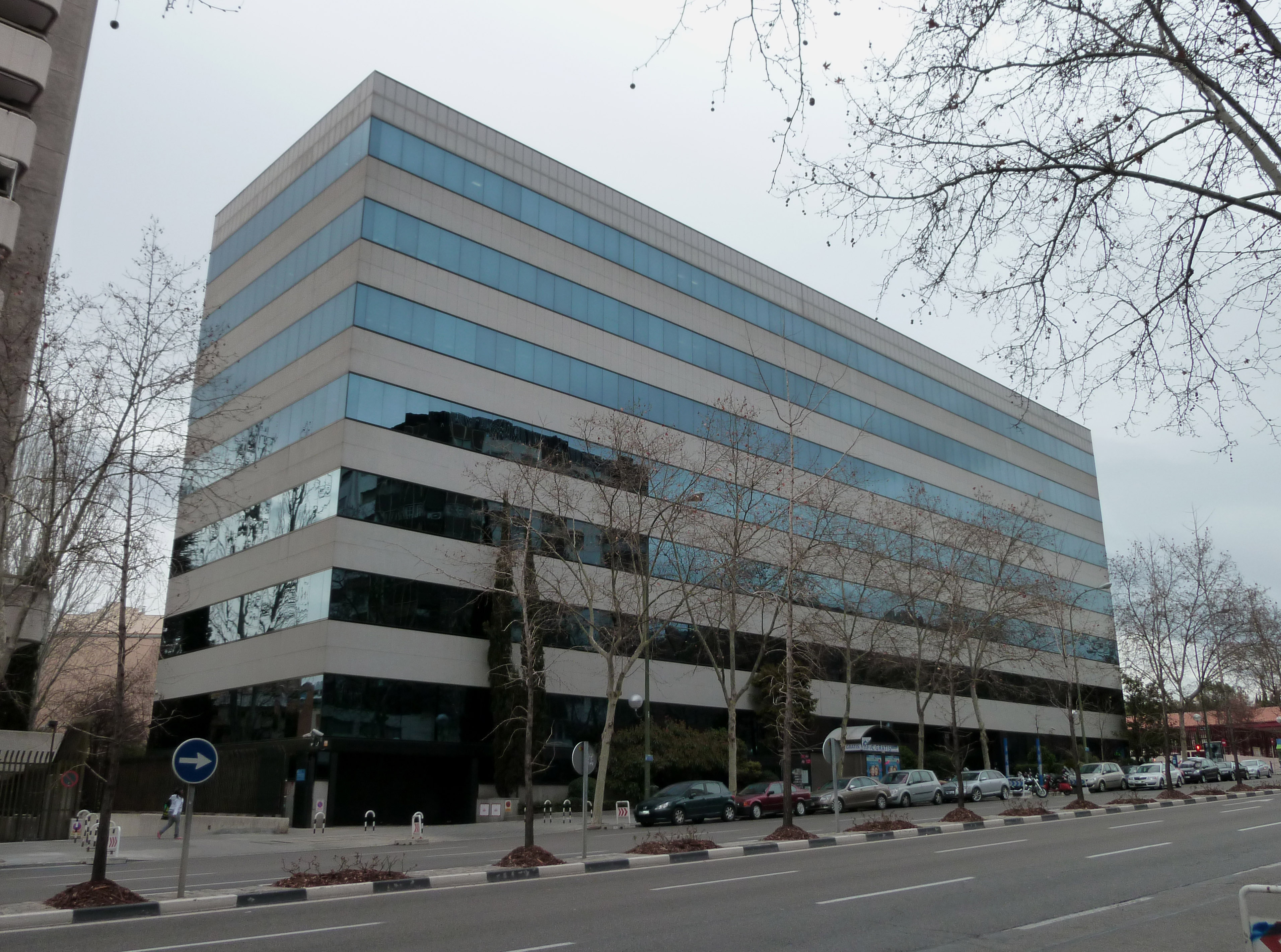
Sede della Ferrovial

La Ferrovial, (pronuncia spagnola [feroβjal]), chiamato in precedenza Grupo Ferrovial, è una multinazionale spagnola impegnata nella progettazione, costruzione, finanziamento, gestione e manutenzione di infrastrutture di trasporto e servizi urbani, fondata nel 1952 da Rafael del Pino.
È una società quotata alla Borsa di Madrid e fa parte dell'indice di mercato IBEX 35. La società ha sede a Madrid. Ferrovial opera attraverso quattro divisioni in 15 paesi. La sua divisione Highway finanzia e gestisce strade a pedaggio tra cui la 407 ETR, North Tarrant Express, LBJ Express, Euroscut Azzorre e Ausol I. Il settore aeroportuale dell'azienda ha sviluppato e realizzato gli aeroporti a Heathrow, Glasgow, Aberdeen e Southampton. La sua impresa di costruzioni progetta e costruisce opere pubbliche e private come strade, autostrade, aeroporti e edifici. Il settore dei servizi della società supervisiona la manutenzione e la conservazione delle infrastrutture, delle strutture e degli edifici, la raccolta e il trattamento dei rifiuti e altri tipi di servizio pubblico.